# Siena (stacja kolejowa)
Siena (włoski: Stazione di Siena) – stacja kolejowa w Sienie, w prowincji Siena, w regionie Toskania, we Włoszech. Znajduje się na Piazza Carlo Rosselli, jest głównym dworcem kolejowym w mieście i została włączona do kategorii "złotej" przez RFI i jest częścią sieci Centostazioni. Stacja ma duże znaczenie dla przewozów pasażerskich, obsługując  2,5 mln pasażerów rocznie, nawet jeśli są to tylko pociągi regionalne. Dla przewozów pasażerskich znajduje się 5 torów.
Najczęstsze miejsca kursowania pociągów to Empoli, Firenze SMN, Chiusi-Chianciano Terme i Grosseto. Jednakże, istnieją bezpośrednie połączenia do Orbetello i Campiglia Marittima lub Asciano i Buonconvento.